# Ernica gosenica
Ernica gosenica je lutkovna igrica v petih prizorih, ki se dogajajo na vrtu. Avtorica dela je Bina Štampe Žmavc, izšlo pa je leta 2000 pri založbi Mondena. Ilustracije je prispeval Danijel Demšar.
Igrica govori o tem, kako se gosenica počasi spreminja v metulja, v tem času pa se ji dogodi kar nekaj nepričakovanih stvari. Bina Štampe Žmavc je za to dramsko delo na anonimnem natečaju za najbolj izvirno slovensko lutkovno predstavo leta 1999 dobila Nagrado festivala Klemenčičevi dnevi in Društva slovenskih pisateljev.